# Troglophilus gajaci
Troglophilus gajaci är en insektsart som beskrevs av Us 1974. Troglophilus gajaci ingår i släktet Troglophilus och familjen grottvårtbitare. Inga underarter finns listade i Catalogue of Life.